# Roger Hollis
Sir Roger Henry Hollis (Wells, 2 december 1905 – Catcott, 26 oktober 1973) was een Brits journalist en lid van de geheime dienst MI5, van 1938 tot 1965, en als algemeen directeur vanaf 1956.

## Ouders en opleiding
Hollis was een zoon van George Hollis, anglicaanse bisschop van Taunton. Zijn moeder was de dochter van een kanunnik van de kathedraal in Wells.  
Hij liep school in het Clifton College in Bristol. Van 1924 tot 1926 studeerde hij Engels aan Worcester College, Oxford, maar hij voltooide deze studie niet.

## Carrière
In 1926-27 was hij bediende bij de Standard Chartered Bank in Londen. Hij vertrok in 1927, naar Hongkong en Shanghai als freelancejournalist. In 1928 werd hij bediende bij de British American Tobacco, waarvoor hij in 1930 naar Beijing verhuisde.
In juni 1938 werd hij aangeworven door MI5 in de divisie contraspionage tegen subversie. Tijdens de Tweede Wereldoorlog verhuisde zijn afdeling naar Blenheim Palace, Oxfordshire. In tegenstelling tot vele anderen bleef hij ook na de oorlog aan MI5 verbonden.
Van 1953 tot 1956 was hij adjunct-directeur-generaal onder Dick White, die hij in 1956 opvolgde, tot aan zijn pensionering in 1965.

## Verdenking een Sovjetspion te zijn
Nadat in 1963 Kim Philby naar Moskou was gevlucht, ontstonden geruchten dat hij door Hollis was gewaarschuwd over zijn dreigende arrestatie. Hollis werd ook bekritiseerd omdat hij de minister van Defensie, John Profumo, niet had verwittigd over de risico's die hij liep vanwege zijn vriendschap met de osteopaat en society-figuur Stephen Ward en van zijn affaire met de showgirl Christine Keeler, die eveneens relaties had met de Russische ambassaderaad Eugene Ivanov.  
In de jaren vijftig en zestig mislukten heel wat acties door MI5 ondernomen tegen de Sovjet-Unie en dit deed het vermoeden ontstaan dat de Sovjets vooraf waren ingelicht door een dubbelagent die een hoge functie binnen de Britse geheime diensten bekleedde. Peter Wright en anderen kwamen tot de overtuiging dat alleen Hollis of zo niet zijn tweede in bevel Graham Russell Mitchell hiervoor in aanmerking kwamen. Ze maakten hun vermoedens over aan Dick White, die ondertussen directeur-generaal van MI6 was geworden.
Eerst werd de geheim agent Martin gelast met het volgen van de verdachten, weldra opgevolgd door Peter Wright, die vooral informatie zocht door Anthony Blunt te ondervragen.
Ondertussen ging Hollis met pensioen en zijn opvolger, Martin Furnival Jones weigerde nog verder onderzoek tegen hem te verrichten.
In 1984 publiceerde de onderzoeksjournalist Henry Chapman Pincher het boek Too Secret Too Long, waarin hij het leven en de activiteiten van Hollis aan een nieuw onderzoek onderwierp. Ook hij beschuldigde er Hollis van een Sovjetagent te zijn geweest, die in de jaren dertig in China was gerekruteerd door Richard Sorge. Volgens hem was hij de mol die onder de codenaam "Elli" was vermeld door de overgelopen KGB'er Igor Gouzenko.
De moraal binnen MI5 werd door de aanhoudende geruchten over de infiltratie van Sovjetagenten zodanig aangetast, dat Hollis uit pensioen werd teruggeroepen en langdurig werd ondervraagd over wat hem werd ten laste gelegd. Hij ontkende alles en er kon niets bewezen worden.
In 1976 ging Wright met vervroegd pensioen, ook al was hij zeer mistevreden over het mager pensioen dat hem werd toegekend. Hij emigreerde naar Tasmanië, Australië, en schreef er zijn memoires die hij in 1987 publiceerde onder de titel Spycatcher. De Britse regering sleepte hem voor de rechtbank en verbood het boek in het Verenigd Koninkrijk, wat niet belette dat het een wereldwijde bestseller werd met meer dan twee miljoen verkochte exemplaren. 
In dit boek beschuldigde Wright Hollis opnieuw een Sovjetspion te zijn geweest.
Sindsdien zijn nog verschillende boeken gepubliceerd, pro of contra Hollis, zonder dat een definitief besluit is bereikt.

## Familie
Hollis trouwde in 1937 met Evelyn Swayne, tijdens een ceremonie in de kathedraal van Wells, voorgezeten door bisschop Hollis.
Ze hadden een enige zoon, Adrian Hollis (1940–2013), die grootmeester in het schaken werd en in 1966, 1967 en 1971 kampioen was van het Britse kampioenschap schaken per correspondentie.
Roger Hollis had een oudere broer, Christopher Hollis (1902–1977), MP voor de conservatieven. Een neef van hem, Crispian Hollis, werd rooms-katholiek bisschop.